# فاينينغن
فاينينغن (بالألمانية: Weiningen) هي بلدية تقع في مقاطعة ديتيكون الواقعة ضمن كانتون زيورخ في سويسرا. تبلغ مساحتها 5.41 كيلومتر مربع، ويقدر عدد سكانها بـ 4775 نسمة (حسب تعداد ديسمبر 2017).